# Виладозе
Виладо̀зе (на италиански: Villadose; на венециански: Viładóxe, Виладозе) е градче и община в Северна Италия, провинция Ровиго, регион Венето. Разположено е на 3 m надморска височина. Населението на общината е 5197 души (към 2012 г.).